# Les Nuits d'Orient
Les Nuits d’Orient est un festival culturel né dans le quartier Grésilles à Dijon, en l'an 2000, autour de ses populations issues du Maghreb,,.
A l’origine davantage axé sur le passé, la tradition artistique, il est peu à peu devenu plus contemporain, tourné vers l’actualité, notamment depuis les printemps arabes. Le festival bâtit des ponts entre les deux cultures de l'Orient et l'Occident, et défend aussi les idées de respect, de tolérance, de partage et de métissage. Il prend ses quartiers, chaque année, fin novembre - début décembre.

## Objectifs
- Permettre la rencontre entre l'Orient et l'Occident, le dialogue entre les cultures[5], à travers une programmation pluridisciplinaire.

- Créer des passerelles entre les institutions culturelles, les structures et associations de quartier par le développement de projets communs, de partenariats pérennes.

- Permettre l'accès au plus grand nombre par une tarification et des actions de médiation adaptées, notamment la mise en place de projets participatifs (projets construits avec et par les habitants).

- Inscrire les propositions dans la recherche permanente du croisement des publics, de leur mixité sociale et culturelle[6].

## Droits culturels
Les Nuits d’Orient offrent à tous les dijonnais, et en particulier à ceux qui habitent dans les quartiers prioritaires, des temps forts artistiques, valorisant la diversité des cultures, permettant la rencontre des artistes et des habitants et promouvant le développement des pratiques culturelles amateurs. Au-delà de leur engagement en faveur des droits culturels, Les Nuits d’Orient programment régulièrement des équipes artistiques reconnues par l’Etat. C’est ainsi qu’en 2019, l’orchestre de réfugiés Orpheus XXI, créé par Jordi Savall, et la compagnie Transe Express ont participé, au même titre que d’autres artistes moins connus, à ces manifestations. La Ville de Dijon aime à prendre en compte et à valoriser, sans hiérarchisation, la diversité des cultures présentes sur son territoire.

## Contenu
Le festival propose des rencontres artistiques, des créations originales.
Une centaine de rendez-vous sont programmés durant 17 jours (cinéma, théâtre, musique, conte, danse, lecture, poésie, conférence, arts plastiques, vidéo, photographie, exposition, ateliers),.
L'ambition du festival Les Nuits d'Orient repose sur la volonté de promouvoir la cohésion sociale par l'accès de tous à la culture, en accompagnant les actions culturelles et associatives sur Dijon et sa métropole.

## Partenaires du festival
Le festival compte de nombreux partenaires : les institutions culturelles, les établissements culturels municipaux, les structures de proximité, les établissements scolaires, les associations amateurs et les compagnies professionnelles issues du champ culturel ou du champ social, les artistes en résidence.

## Programmation
Le festival propose plus d'une centaine de rendez-vous (140, en 2019). Le festival se déroule généralement la dernière semaine de novembre et la première semaine de décembre dans la métropole dijonnaise.
Plus de la moitié des événements sont gratuits.

## Les différents lieux
Au cours de ses 24 ans d’existence, les événements ont été programmés dans divers lieux métropolitains.